# Balkvägare
Balkvägare är en längsgående förstärkning fäst i spanten för befästande av däcksbalkar i en träbåt samt träfartyg.